# Platycephalus orbitalis
Platycephalus orbitalis är en fiskart som beskrevs av Imamura och Knapp 2009. Platycephalus orbitalis ingår i släktet Platycephalus och familjen Platycephalidae. Inga underarter finns listade i Catalogue of Life.